# 香港足球代表隊
香港足球代表隊（英語：Hong Kong Football Representative Team）是香港的官方男子足球代表隊，簡稱「香港隊」、「港隊」，由中國香港足球總會管轄，代表香港參加國際足球賽事，包括世界盃、亞洲盃及東亞盃等。
香港隊自1974年起開始參加世界盃外圍賽，直至2026年世界盃均未取得決賽週席位。香港隊曾4次參與亞洲盃決賽週，其中1956年首屆賽事以東道主身份出席，並奪得季軍；1964年第三屆亞洲盃香港取得殿軍。2009年東亞運動會足球決賽，香港隊以東道主身份擊敗日本，贏得首項國際大型綜合運動會男子足球賽事的冠軍。2022年，香港隊於亞洲盃外圍賽以最佳次名身份出線，相隔54年再度參與亞洲盃決賽週。

## 歷史

### 第二次世界大戰前
現代足球運動由宗主國英國傳入香港，香港開埠初期主要只有洋人參與。至20世紀初，足球運動開始在香港各社群中普及。
1910年代初，新成立的香港足球總會開始組織球隊代表香港參與比賽，例如與鄰近地區的上海、廣東、澳門和新加坡等地合辦埠際足球賽，以作體育交流。
在第二次世界大戰之前，香港隊曾4次贏得中華民國全國運動會冠軍。而在國際比賽上，香港球員則代表中華民國國家足球隊贏得9次遠東運動會冠軍，又參加過1936年柏林奧運會及1948年倫敦奧運會的足球比賽。

### 戰後
1949年，中華民國政府遷往台灣，國際足協仍承認中華民國代表中國參與國際足球比賽。香港足球總會於1954年加入國際足協，正式組織代表隊參與由國際足協管轄的比賽。自此，在國際賽場上同時出現兩支分別由香港球員組成的球隊。
| 年份   | 競賽名稱                  | 成績       | 教練   | 球員 | 備註                 |
| ------ | ------------------------- | ---------- | ------ | --- | -------------------- |
| 1954年 | 第二屆亞運會              | 冠軍       | 李惠堂 | 何應芬、姚卓然、莫振華、劉 儀、陳輝洪、 鄧 森、侯榕生、鄒文治、金祿生、鮑景賢、 唐 湘、侯澄滔、朱永強、司徒文、李大輝、 吳祺祥；                                                |                      |
| 1956年 | 第一屆亞洲盃              | 外圍賽出局 | 黎兆榮 | 朱永強、劉建中、翁培佐、劉 儀、姚卓然、 莫振華、鄒文治、鄧 森、陳輝洪、司徒文、 何應芬、李春發、李大輝、吳偉文、劉 添、 羅國泰、楊偉韜、李國華、司徒森、潘啟鴻、 郭 石；        |                      |
| 1958年 | 第三屆亞運會              | 冠軍       | 李惠堂 | 何應芬、姚卓然、莫振華、劉 儀、劉建中、 陳輝洪、鄧 森、郭秋明、羅 北、郭錦洪、 羅國良、劉 添、李國華、林尚義、黃志強、 何志坤、郭 有、周少雄、楊偉韜、郭滿華、 劉瑞華、羅國泰； |                      |
| 1960年 | 羅馬奧運會                | 分組賽出局 | 李惠堂 | 姚卓然、劉建中、翁培佐、羅 北、周少雄、 吳偉文、劉 添、劉 儀、林尚義、司徒文、 郭錦洪、陳輝洪、吳文偉、郭 有、楊偉韜、 黃志強、羅國泰、莫振華；                                 |                      |
| 1960年 | 第二屆亞洲盃              | 季軍       | 朱國倫 | 姚卓然、雷煥璇、翁培佐、羅 北、李國華、 陳輝洪、郭 有、黃志強、羅國泰、劉煥清、 陸文渭、吳偉文、楊偉韜、司徒文、何應芬；                                                        |                      |
| 1962年 | 第四屆亞運會              | 退賽       | 李惠堂 | 姚卓然、郭錦洪、郭秋明、駱國榮、羅 北、 李國華、劉 添、陳輝洪、黃文偉、李鏡威、 盧松江、莫振華、李德祺、張子慧、羅國泰、 黃志強、劉煥清、李清景；                               | 因印尼政治干擾，退出 |
| 1963年 | 第六屆默迪卡盃            | 冠軍       | 李惠堂 | 姚卓然、郭秋明、雷煥璇、郭錦洪、羅 北、 李國華、劉 添、曾鏡洪、黃文偉、陳輝洪、 莫振華、羅國泰、張子岱、張子慧、黃志強、 盧松江、李德煒；                                       |                      |
| 1964年 | 東京奧運會                | 外圍賽退賽 | 李惠堂 | 雷煥璇、郭德先、郭錦洪、李國華、羅 北、 譚炳森、黃文偉、劉 添、陳輝洪、曾鏡洪、 莫振華、陳挳權、姚卓然、楊偉業、張子慧、 羅國泰、黃志強；                                       | 對韓國第三場預賽棄權 |
| 1964年 | 第七屆默迪卡盃            | 第六名     | 李惠堂 | 雷煥璇、郭德先、林尚義、郭錦洪、羅 北、 黃文偉、劉 添、曾鏡洪、盧松江、陳輝洪、 司徒森、陸文渭、姚卓然、張子慧、羅國泰、 張子岱、黃志強；                                       |                      |
| 1965年 | 第八屆默迪卡盃            | 冠軍       | 李惠堂 | 雷煥璇、吳添來、李國華、黃志強、周少雄、 張子慧、張子岱、陸文渭、郭德先、羅 北、 林尚義、郭 有、楊偉業、郭錦洪、陳輝洪、 曾鏡洪、陳鴻平；                                       |                      |
| 1966年 | 第五屆亞運會              | 分組賽出局 | 鮑景賢 | 劉建中、郭錦洪、郭秋明、羅 北、郭 有、 林尚義、曾鏡洪、黎展球、麥天富、楊偉業、 莫振華、周少雄、張子慧、張子岱、譚漢心、 黃志強；                                               |                      |
| 1966年 | 第九屆默迪卡盃            | 分組賽出局 | 何應芬 | 陸文渭、吳添來、郭 有、莫振華、郭德先、 林尚義、姚卓然、郭錦洪、李國華、張子慧、 雷煥璇、曾鏡洪、張子岱、羅 北、陳輝洪、 周少雄、黃志強；                                       |                      |
| 1967年 | 第四屆亞洲盃 （東區預賽） | 冠軍       | 許竟成 | 張子岱、劉建中、郭德先、羅 北、譚漢新、 郭錦洪、曾鏡洪、李炳德、郭 有、林尚義、 劉煥清、黃志強、張子慧、莫振華、楊偉業、 黃德福、麥天富、周少雄；                               |                      |
| 1968年 | 墨西哥奧運會              | 外圍賽出局 | 許竟成 | 張子慧、林尚義、羅 北、劉瑞華、何華新、 郭德先、郭錦洪、李炳德、陳鴻平、周少雄、 譚漢心、曾鏡洪、陳輝洪、黃德福、黃志強、 黃文偉、羅國泰、楊偉業；                              |                      |
| 1968年 | 第四屆亞洲盃              | 殿軍       | 鮑景賢 | 黃志強、羅 北、郭秋明、譚漢新、彭志光、 陳鴻平、林尚義、黃文偉、郭滿華、羅國泰、 麥天富、曾鏡洪；                                                                               |                      |

#### 1956年亞洲盃
1956年，香港主辦第一屆亞洲盃，以東道主身份直接晉級決賽週，其餘3隊外圍賽出線隊伍為以色列（西區）、南越（中區）及南韓（東區）。
除了以色列因為第一場對香港，而提早抵達香港備戰外，南越到出賽前一日才到達，而南韓更於9月2日才在台北擊敗由香港頂級球員組成的中華民國，取得決賽週參賽資格，直到比賽當日上午才抵達香港，下午隨即參加比賽。香港雖然為主辦地區，惟只在比賽前進行了兩課集體訓練。
9月1日，首場比賽由香港出戰以色列，上半場初段港隊主攻，12分鐘「小白兔」區志賢於門前「執死雞」先開紀錄，37分鐘以色列扳平；下半場以色列加強攻勢，習慣70分鐘一場比賽的香港隊應付80分鐘一場的亞洲盃比賽開始氣力不繼，惟於65分鐘何祥友施射，敵門擋出不遠，再被伏兵門前的區志賢偷襲得手 2–1 再超前，5分鐘後以色列藉著司徒堯於門前漏踼而再度扳平，更於完場前4分鐘中鋒「單刀」射入成 3–2 完場，香港隊落筆打三更，全失兩分。
9月7日，次仗對付舟車勞頓的韓國隊，甫開賽就下雨，上半場10分鐘區志賢頂球向球門，鄧宜杰趕前加一頭頂入打開紀錄，25分鐘高保強藉25碼直接自由球破網射成 2–0 領先半場；下半場形勢改變，45分韓國憑一球30碼外遠射追成 1–2，62分鐘，香港隊門將衛佛儉接球「甩手」，被韓國鋒將門前射入扳成 2–2 平手直到完場；按照規例應該加時，惟因為比賽在下午6時才開始，賽會賽前徵求雙方同意，賽和無需加時而各得1分。
9月9日，香港隊最後一場比賽對南越，30分鐘南越先開紀錄領先上半場；下半場香港隊積極反撲，59分鐘南越守衛禁區內侵犯「癲馬」鄧宜杰被罰十二碼，朱榮華主罰得手扳平 1–1，64分鐘南越再度超前成 2–1，直到完場前1分鐘，南越後衛解圍竟然打中劉志霖背部而彈入網窩，香港隊幸運追平 2–2 結束比賽。全部比賽結束後，9月17日香港足球總會於大同酒家設置頒獎晚宴，韓國以3戰2勝1和奪得冠軍，香港隊3戰2和1負緊隨以色列後得季軍。

#### 1964年亞洲盃
1963年，香港隊由黎兆榮領軍到南越西貢參加1964年亞洲盃足球賽外圍賽中區小組賽，擁有何祥友壓陣。
香港隊首場對泰國在領先 3–0 大好形勢下，於完場前8分鐘內，被對手追平 3–3；次場輕取東道主南越 4–1；最後一場以 4–3 擊敗馬來西亞，三戰兩勝一和，獲得預賽冠軍，出線在以色列舉行的亞洲盃決賽週。
香港隊在決賽週由費春華領軍，港隊三戰三負，屈居榜尾。賽後香港隊出訪歐洲，分別到西德、法國及瑞典進行比賽，但因對手強勁，五戰全負，外訪近50天才返港。

#### 1968年亞洲盃
1967年，香港主辦1968年亞洲盃足球賽外圍賽中區小組賽。
雖然部分香港球員選擇代表中華民國。參加稍後舉行的東區小組賽，香港隊仍然由何祥友壓陣，配合盧德權、龔華傑、袁權轁等，加上洋將窩利士在前線衝鋒，實力亦不俗。
首場憑兩個十二碼 2–0 擊敗南越；次仗先失一球 3–1 反勝馬來西亞；接著 2–0 擊敗新加坡；預賽最後一場亦以 2–0 擊敗泰國，四戰全勝奪得外圍賽小組冠軍，出線到伊朗參加亞洲盃決賽週。
但香港隊再次在決賽週未嘗勝果，僅在最後一戰 1–1 賽和兄弟兵中華民國，取得1分。

### 70年代
1971年，國際足協改為承認中華人民共和國代表中國參與國際足球賽事，中華民國只能以中華台北名義參與國際足球賽事。自此，香港球員只能選擇代表香港隊比賽。
在1970至80年代初，香港在世界盃亞洲區的比賽戰績非常彪炳。

#### 1974年世界盃
1973年，香港由何應芬領軍參加在南韓漢城舉行的1974年世界盃亞洲區A組外圍賽。
首場編組賽 1–0 撃敗馬來西亞，分組賽兩戰全勝，同樣以 1–0 殺敗日本及南越，準決賽先入一球，最後以 1–3 不敵主辦國南韓，以致未能再進一級。

#### 1978年世界盃
1977年，香港在荷蘭教練包勤帶領下，到新加坡參加1978年世界盃亞洲區A組外圍賽。
分組賽，香港先以 4–1 擊敗賽前熱門印尼，再在雨中與主辦國新加坡踢成 2–2 平手，繼而以 2–1 擊敗泰國，最後 1–1 賽和馬來西亞，分組賽兩勝兩和排第一位。
決賽，香港面對分組排第二的新加坡，憑劉榮業一箭定江山，以 1–0 擊敗對手，以不敗成績出線亞大區五強賽，成績裴然。但在五強賽主客8場全負，得零分而出局。

### 80年代

#### 1982年世界盃
1980年12月至1981年1月，1982年世界盃亞大區D組外圍賽於香港舉行，參賽隊伍包括東道主香港、中國、澳門、日本、北韓及新加坡共6隊，爭取出線席位參加次階段的四強複賽。
香港由教練麥柏蘭選出27人集訓名單，包括初入選的余國森、曾偉忠、茹建德及麥哥利，除麥哥利外，尚有賓尼及安德遜，合共三名洋將；但麥柏蘭在賽前請辭。
足總重金禮聘荷蘭教練盧保走馬上任，由陳輝洪輔助，隨即帶隊到印尼進行熱身賽，僅獲得1和1負的平平戰果。足總安排澳洲到港拍跳一場，憑劉榮業完場前5分鐘的入球以 1–0 獲勝。
香港在揭幕編組賽，臨完賽前被中國射破大門以 0–1 敗陣，被編入B組與北韓及新加坡一同角逐。
香港隊12月24日首戰新加坡，下半場55分鐘蔡育瑜接應胡國雄開出的角球頂入，先拔頭籌，但再一次於完場前失球，被追平 1–1，痛失寶貴的3分。12月28日，香港隊迎戰北韓，正副選門將陳雲岳及朱國權因傷缺陣，由三號門神廖俊輝取代。香港隊上半場戰至25分鐘已兩球落後，港隊於30分鐘即變陣，由尹志強及池一坡入替梁帥榮及劉榮業；41分鐘，胡國雄右路底線開出自由球，「尹佬」人叢中躍頂入網追近 1–2 完半場。下半場62分鐘，胡國雄禁區內射入扳平 2–2，以小組次名出線，硬碰中國。12月30日，北韓加時後 1–0 淘汰日本，先晉級決賽；12月31日，中港大戰，中國形勢稍佔優，但港隊穩守突擊，反而埋門機會較多，惟無法射穿李富勝的大門，連同加時120分鐘，雙方仍踢成 0–0 和局。在互射十二碼階段，中國隊5射俱中，而港隊有陳發枝射失，以 4–5 落敗。

#### 1986年世界盃
1985年2月，香港在1986年世界盃外圍賽亞洲區第4A組中與中國、澳門及汶萊同組，進行主客兩循環分組賽。由郭家明帶領以老將胡國雄、劉榮業及張家平等為主的香港隊於，主場0－0守和中國展開序幕；接著分別主場8－0及作客5－1大勝汶萊，在主場一役，首次代表香港上陣的麥勁勳個人獨取4球；接著再於主客兩場同樣2－0擊退澳門。
最後一場於1985年5月19日作客北京工人體育館，製造出震驚中外的「五一九事件」，無綫電視、香港電台及商業電台均進行現場直播，賽前兩隊同為5戰4勝1和同得9分，中國在得失球差以6球佔先，只需賽和即可順利出線，而自1980年以來香港對中國未嘗一勝，但郭家明看準中國隊在主場觀眾壓力下必定採取進攻策略，以穩守突擊與對手周旋。上半場19分鐘，香港隊在離門25碼獲得自由球，胡國雄撥交張志德射入，先拔頭籌。31分鐘，中國隊李輝門前「執死雞」扳平1－1。下半場開始下雨，戰至60分鐘，顧錦輝迎接一個中國隊解圍球，順腳抽入成2－1。其後中國隊狂攻，球證補時長達5分鐘，仍不能追平，香港奪得4A組冠軍，此役是香港足球史上其中一場最經典的賽事。
出線後於第二輪比賽對4B組冠軍日本，8月11日先作客神戶，先枉失一球十二碼而大敗0-3。9月22日回師香港大球場，香港隊上半場雖然控制戰局，但在完半場前，被日本隊先入一球。下半場25分鐘，香港隊因對方守將禁區犯手球，獲判十二碼；胡國雄兩次主射不入，未能扳平。80分鐘，尹志強接應張志德傳球頂入，追和1-1, 香港隊完場前再失一球，負1-2，兩回合累計1-5出局。

#### 1990年世界盃
這屆世界杯外圍賽在1989年舉行，香港與日本、北韓以及印尼同組。
香港隊首先進行3場主場賽事，首仗以0-0打和當時仍由業餘球員組成的日本，之後香港主場迎戰同組實力最強的北韓，結果在開賽最初4分鐘內連失2球。香港隊在下半場憑山度士射入12碼扳回1球，但仍以1-2敗陣。出線機會大打折扣。
在1989年6月4日，香港主場迎戰同組被視為實力最弱的印尼，香港球員因受六四事件影響作戰情緒，在領先1球情況下，被印尼迫和1-1。之後香港開始作客比賽，再次打和日本0-0。
此時香港4戰只有3和1負得3分，漸被2勝3和得7分的日本拋離，出線機會渺茫，只餘數字上之可能。
香港隊在戰意受影響下，在最後2場賽事分別以2-3敗於印尼及1-4敗於北韓，最後於小組敬陪末席出局，北韓則連勝最後3場主場賽事，反壓日本，出線6強賽。

### 90年代
1990年代後期，香港足球陷入衰退，聯賽入場人數不斷下跌，香港隊在國際賽的表現也日漸失色，而且更發生了「打假波」醜聞。

#### 1994年世界盃
這屆世界杯外圍賽香港被編與南韓、黎巴嫩、巴林及印度同組，首循環外圍賽全部在黎巴嫩舉行，次循環則全部在南韓舉行。
香港隊最初在首循環比賽表現不俗，先後擊敗巴林及印度，以及賽和主隊黎巴嫩，滿以為香港有力挑戰當時已連續兩屆打入決賽周的南韓，怎料香港大敗 0–3。至次循環比賽，香港再以 1–4 敗給南韓。
香港隊此時出線機會渺茫，更如洩氣皮球，最後三場外圍賽連敗給印度、黎巴嫩及巴林，最後只能以小組倒數第二結束外圍賽。

#### 1998年世界盃
這屆香港再次與南韓同組，另一支同組隊伍為泰國。
這次香港隊不敢再輕言挑戰實力超班的南韓，但首場賽事主場迎戰南韓，與對手一度拉成均勢，可惜臨門把握不及對手，最後僅負 0–2；但這場賽事，可說是香港隊九十年代的代表作。
之後，香港隊雖作客0–2敗給泰國，但主場勝泰國 3–2，總算取得一場勝仗，數字上保留出線機會，最後一仗作客負南韓出局。
不過，令香港隊羞辱的事卻在賽事完結後發生。1998年6月，廉政公署與警方進行聯合反賭波行動期間，拘捕當時香港足球代表隊球員陳子江，韋君龍、門將陸嘉榮、後衞陳志強、翼鋒劉志遠等人，控告他們於在1998年世界盃亞洲區外圍賽，香港作客泰國的賽事上，以不誠實手法導致港隊敗陣，最後涉案港腳被判入獄，以及全球終身停賽，也是香港足球史上最大的假球羞聞。

### 千禧年代
踏入21世紀，香港隊的成績持續不濟。
2002年日韓及2006年德國世界杯亞洲區外圍賽，皆在首圈分組賽出局。
2010年南非世界杯亞洲區外圍賽，香港隊被土庫曼淘汰，而沒法打入第三圈分組賽階段。
2014年巴西世界杯亞洲區外圍賽更以總比數 0–8 慘敗於沙地阿拉伯腳下，再次未能晉級分組賽。

#### 2007年亞洲盃
香港與卡塔爾、烏茲別克及孟加拉同組爭奪兩個出線資格，由於卡塔爾及烏茲別克實力凌駕在香港隊之上，香港隊只有盡力而為。
香港隊首場比賽以 0–3 大敗於卡塔爾腳下，一眾球迷以為香港會提早出局。怎料香港在作客另一支強隊烏茲別克時，竟在落後兩球的情況後連追兩球，迫和主隊，令香港球迷十分驚喜。
之後，香港隊在主場迎戰烏茲別克，香港隊在全場球迷吶喊支持下，力保 0–0 和局；一時間香港與烏茲別克分數相同，並列第二位，成為多年來首次在大賽的外圍賽中有出線的希望。
雖然烏茲別克在最後一場比賽打敗卡塔爾，力保小組次名，但是香港隊以兩勝兩和兩負得8分的成績結束外圍賽。

#### 2009年東亞運動會
在2009年東亞運動會，香港在教練金判坤的帶領下，成功力壓日本、南韓、北韓、中國等勁旅，歷史性奪得金牌，為球迷帶來驚喜。

#### 2010年東亞盃
2009年8月，香港派出全南華球員陣容，參與在台灣高雄舉行的東亞足球錦標賽外圍賽。
香港隊憑較佳得失球力壓北韓，成功出線2010年2月在日本舉行的決賽周。

### 2010年代

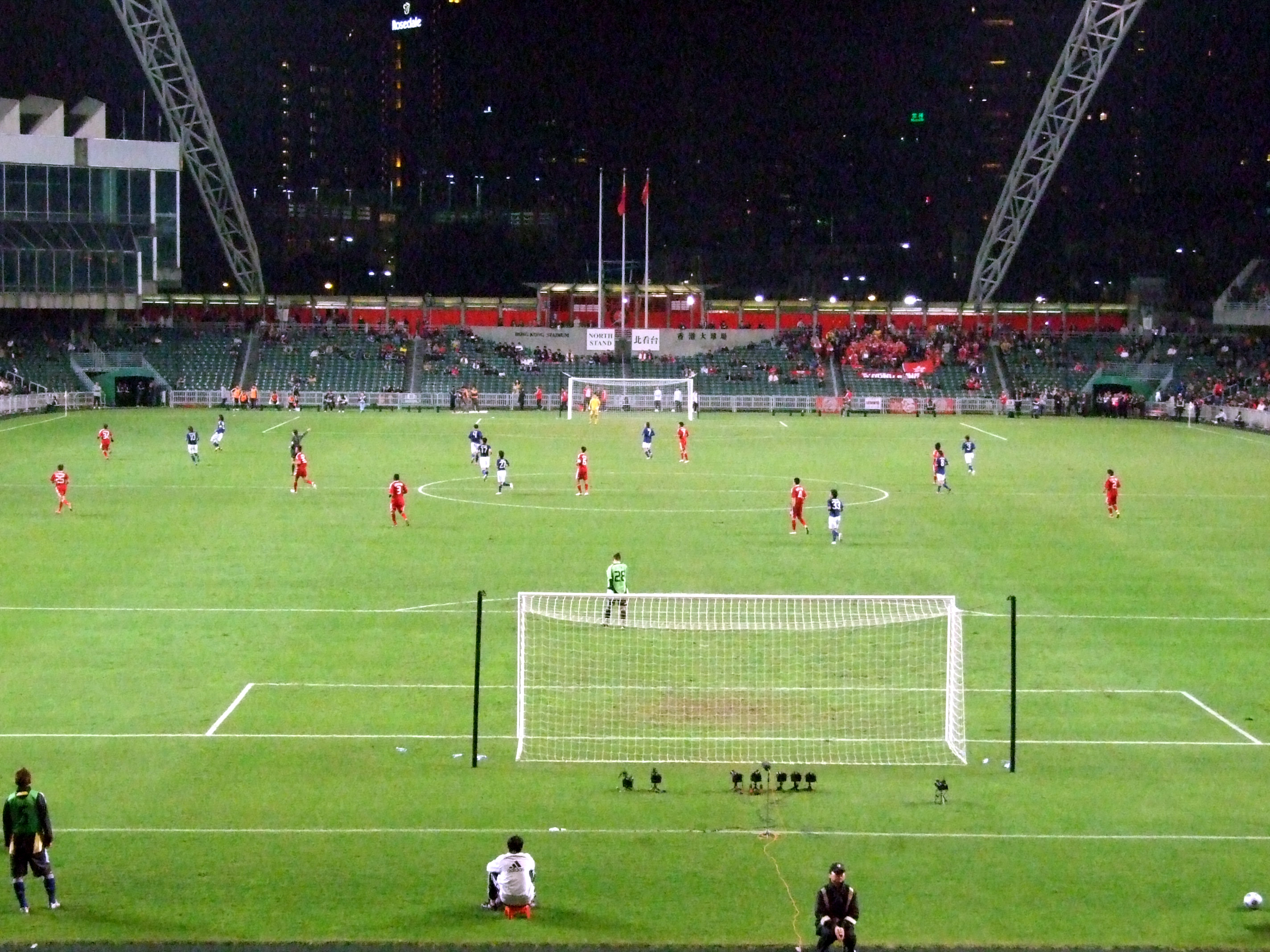
2011年亞洲盃外圍賽主場對日本

#### 2015年亞洲盃
香港與阿聯酋、烏茲別克及越南同組爭奪兩個出線資格。
由於三支球隊的整體實力皆比香港隊強勁，因此一眾球迷原以為香港會再遭到對手魚肉。豈料，香港在首戰作客當時的「亞洲四哥」烏茲別克時，憑藉將士用命，以 0–0 迫和主隊，取得寶貴1分。
其後，在主場迎戰越南的賽事，吸引了6,639名球迷進場，令到旺角大球場於重新興建後首次爆滿，於賽事中更以 1–0 擊敗越南，取得3分。
於兩輪後，取得4分於小組中排名第2，為近年來最佳的開局。其後香港隊主客兩場皆大敗給阿聯酋，之後主場面對烏茲別克，香港隊堅守至八十分鐘之後才失守，最後負 0–2，結果香港以六戰一勝一和四負的成績，小組第三名出局。

#### 2018年世界盃
香港與不丹、卡塔爾、馬爾代夫及中國同組（C組）。今次是繼1982年、1986年及2006年三屆世界杯外圍賽後，第四次在世界盃外圍賽對壘中國。

由於之前每次中國隊與香港隊同組，香港隊皆令中國隊出線增添阻礙，再加上比賽前中港矛盾的問題日趨惡化，令兩隊對壘引起話題性。外圍賽在2015年6月開展前，中國足協推出一系列宣傳海報，其中一款針對港隊的海報上寫上：
「這支球隊的人，有黑皮膚、有黃皮膚、有白皮膚，這麼有層次的球隊，得防着點！」
當中的用語，被指帶有種族歧視；事後，香港足總亦推出類似的海報，作出反擊。
香港首場賽事為2015年6月11日主場迎戰不丹，門票於賽前二小時售罄，共6,326位球迷入場，港隊最終以 7–0 大勝不丹，亦是自2007年10月擊敗東帝汶之後，事隔接近八年，再一次在世界盃外圍賽獲勝。
港隊的出色表現，吸引大量球迷購買在2015年6月16日主場迎戰馬爾代夫的門票。翌日下午，香港足總已經宣佈門票售罄。港隊亦不負眾望，在6,370位球迷見證下，以2-0擊敗馬爾代夫，順利拿下第二場勝利，位列小組第一位。
2015年9月3日，香港隊作客深圳對陣中國隊，中國隊全場向香港隊攻門多達41次，最終香港隊力保不失以 0–0 逼和。6日後，香港回到旺角大球場遇上同組實力最強的卡塔爾。香港隊雖然在比賽中傾力防守，但客隊攻力強勁之下攻入三球。當84分鐘港隊落後 0–3 之時，它們在三分鐘內，由白鶴及高梵追回2比3，最終港隊仍以2比3僅敗於卡塔爾，完成首循環賽事，暫列小組第二名。
2015年10月12日，香港隊展開次循環首場賽事，作客不丹，憑陳肇麒臨完場前頭槌建功，以 1–0 小勝。香港隊跟著憑保連奴上半場射入十二碼，再以 1–0 小勝馬爾代夫，繼續保持小組二名。
2015年11月17日，港隊在旺角場主場迎戰中國國家隊，上演「港中大戰」，賽前引起全城哄動，齊撐港隊。
29分鐘，港隊麥基禁區頭槌攻門中楣，比賽至53分鐘，法圖斯把握中國隊門將甩手而射入，但球證吹罰在先指保連奴侵犯門將在先，故入球無效。最後，港隊不負所望，在中國隊多次攻門下，守和 0–0，取得寶貴的一分。
賽後，港隊總教練金判坤帶領港隊全員繞場一周，答謝全港市民及球迷支持。香港隊暫以7戰4勝2和1負，14分繼續成爲小組次名，仍然有出線機會，但形勢變得十分被動。
2016年3月24日，香港隊在最後一場外圍賽，作客以 0–2 不敵卡塔爾；結果被中國隊超越，最後得小組第三名，沒法進入2018年世界盃第三輪外圍賽。不過，香港隊取得八戰四勝兩和兩負，得14分的成績，已是近28年以來最好的世界杯外圍賽成績。
2017年6月7日，為香港隊在國際A級賽上陣65場的隊長陳偉豪於香港主場以 0–0 守和世界排名高39位的西亞球隊約旦的國際友誼賽，正式終結其長達17年的香港代表隊生涯。

#### 2019年亞洲盃
香港不幸與北韓及黎巴嫩兩支在2018年世界盃外圍賽都取得第二圈小組次名的球隊同組。
首仗，香港隊作客以 0–2 不敵黎巴嫩。2017年6月13日，李志豪於香港主場以 1–1 賽和北韓的亞洲盃外圍賽，成為史上首位代表香港代表隊70場的球員。之後，香港隊作客馬來西亞完場前，射失一記十二碼罰球，僅能與對方打和 1–1，痛失兩分。
雖然香港隊主場以 2–0 擊敗馬來西亞，但接箸因為一個富爭議性的十二碼罰球，主場 0–1 不敵黎巴嫩，出線機會渺茫。
香港隊最後一仗作客北韓，在許勝不許和的情況下，以 0–2 敗陣，最後只得小組第三名，失去晉級決賽周機會。
2017年10月5日，首次出現西班牙裔的球員在香港足球代表隊。

#### 2019年東亞盃
2019年12月，在南韓釜山舉行的東亞足球錦標賽決賽周，香港隊小組賽三戰全敗，只能以第四名完成賽事。

### 2020年代

#### 2022年世界盃
2022年世界盃外圍賽，香港處於C組，同組對手有伊朗、伊拉克、巴林及柬埔寨。
香港隊首場作客被柬埔寨迫和1-1，之後在分別以0-2敗給伊朗及伊拉克。
2019年11月，香港足球代表隊於主場出戰巴林，以0-0賽和，之後再憑著夏志明及羅拔圖上、下半場各入一球，主場以2-0擊敗柬埔寨，獲得首場勝仗。
賽事因2019冠狀病毒病影響，餘下賽事多次延期後，至2021年6月改於巴林以賽會制舉行，結果香港隊對伊朗、伊拉克及巴林的三仗全敗，只能以第四名完成賽事。

#### 2023年亞洲盃外圍賽
香港被編入外圍賽的D組，同組對手為阿富汗、印度及柬埔寨。
賽前港隊備戰訓練以及陣容完整度因多項因素影響：先是受制於政府防疫規定，令訓練時間大受限制。另外，在過去一年時間內沒有參與正規賽事，導致狀態不足；以及隊中部份主力成員，因為不獲中超球會放行及染疫，令陣容欠缺完整。因此，教練坦然不會對賽果抱太大期望，但揚言會一改港足主守踢法而嘗試實行逼搶戰術。
港隊在外圍賽首場賽事，香港隊憑黃威、安永佳入球，以2-1擊敗阿富汗。第二場乘勝追擊，憑安永佳、孫銘謙及陳肇鈞入球，以3-0擊敗柬埔寨。
於2022年6月14日，因B組次名的菲律賓在外圍賽最後一場未能獲勝，令香港隊雖然在第三場以0-4不敵印度，但亦至少成為六組中的五隊最佳次名，成功晉級。時隔54年，港隊再度打入亞洲盃決賽週。

#### 2022年東亞盃
港隊的對手為日本、韓國及中國。香港隊小組賽三戰全敗，再次以第四名完成賽事。

#### 2023年亞洲盃
2024年元旦，香港足球代表隊在備戰亞洲盃階段，面對中國的友誼賽中再度2比1反勝，重演1985年世界盃外圍賽五一九事件。 
55年來首次晉身亞洲盃決賽周的香港被編入C組，同組對手為阿聯酋、伊朗及巴勒斯坦。香港隊在首場分組賽因失掉兩記十二碼罰球，以1:3不敵阿聯酋，但陳肇鈞的入球卻成為香港隊自1968年以來首個亞洲盃決賽周的入球。次場比賽香港隊僅以0-1不敵三屆亞洲盃冠軍伊朗。最後一場決定小組出線資格的比賽，香港隊以0-3不敵巴勒斯坦，小組賽三戰全敗出局。

#### 2026年世界盃外圍賽
因原本取消參賽資格的斯里蘭卡最後恢復資格，以至賽制出現變更，原本可直入次圈外圍賽的香港須在首圈作賽。香港在首圈的對手是不丹，香港在首回合主場以4:0大勝對手，但在次回合作客以0:2落敗，但總比數仍以4:2擊敗不丹，晉身次圈。
香港在次圈不幸編排與伊朗和烏茲別克兩支後來晉身世界盃決賽周的強隊同組，結果香港只能主客兩場賽和土庫曼得兩分，六戰二和四負以第四名完成外圍賽次圈賽事。

#### 2027年亞洲盃外圍賽
香港首場分組賽，作客以0-0與新加坡賽和。2025年6月10日，香港隊在新啟用的啟德體育園主場館，主場迎戰印度，憑補時階段射入一記十二碼罰球，以1-0擊敗印度。

## 球隊文化

### 隊徽
2011年5月前，香港足球代表隊一直以香港足球總會會徽作為隊徽使用。

及後，香港足總為港隊推出採用龍為形象的新隊徽。2023年4月再更新為現時使用的隊徽。

旧队徽 (2011-2023)
新队徽

### 球迷組織
香港隊的球迷組織包括成立於2004年的香港力量和成立於2016年的波台黐線佬，每逢香港足球代表隊進行比賽，均會組織各支香港球隊最前線球迷一起為香港隊打氣，以「WE ARE HONG KONG」作為最基本口號。

### 官方打氣歌
歌名為《Come On Hong Kong!》，由林子揚作曲、由一毫子填詞及由Supper Moment主唱。

### 其他歌曲
與其他球隊一樣，香港足總會於港隊的主場賽事播放歌曲，其中最常播放的歌是周國賢所唱的《黃金入球》，於每次主場賽事都有播放，此外《遠征》、《歌鼓勵人》等亦經常播放。

## 球衣
香港的傳統球隊制服是上衣，下身的短褲，襪子大多數紅色。其傳統作客球衣則是全身雪白，配以少量黑或紅色作裝飾，是他們沿用多年的式樣。

### 歷屆球衣

#### 贊助商
| 贊助商       | 時期               | 備註                                 |
| ------------ | ------------------ | ------------------------------------ |
| PUMA、Adidas | 1970年代一1990年代 |                                      |
| 迪亞多納     | 2000年–2005年      |                                      |
| Adidas       | 2005年–2011年      | 2009年贏得東亞運動會足球金牌時所著。 |
| Nike         | 2011年至今         |                                      |

#### 贊助合約
2011年7月1日，Nike與香港足球總會成為合作夥伴，贊助香港足球代表隊所有組別球隊的隊服。
| 球衣供應商 | 合約時期   | 合約公告      | 合約期限                      | 合約金額 |
| ---------- | ---------- | ------------- | ----------------------------- | -------- |
| Nike       | 2011年至今 | 2011年7月1日  | 2011年7月 – 2016年7月（五年） | 不詳     |
| Nike       | 2011年至今 | 2016年8月24日 | 2016年8月 – 2025年（十年）    | 不詳     |
| Nike       | 2011年至今 | 2025年2月28日 | 2025年2月 – 2035年（十年）    | 不詳     |

#### 主場
| 1985–1986 | 1997–1998 | 2002–2004 | 2004–2005 | 2005–2006 | 2006–2007 | 2007–2008 |
| 2008–2009 | 2009–2010 | 2010–2011 | 2011–2012 | 2012–2014 | 2014–2017 | 2017–2018 |
| 2018–2020 | 2020–2023 | 2023–2024 | 2024–     |           |           |           |

### 作客
| 1997–1998 | 2002–2004 | 2004–2005 | 2005–2006 | 2006–2007 | 2007–2008 | 2008–2009 |
| 2009–2010 | 2010–2011 | 2011–2012 | 2012–2014 | 2014–2017 | 2017–2018 | 2018–2020 |
| 2020–2023 | 2023–2024 | 2024–     |           |           |           |           |

## 世界排名
在1996年2月及公佈的國際足協世界排名中，香港足球代表隊名列第90位，是至今最高；於2012年11月的排名中，香港足球代表隊名列第172位，為至今最低。港隊長遠目標的世界排名可以達100名以內。

## 最近賽程及預定賽事
最近一年國際A級賽事紀錄及預定賽事：
| 未進行 | 勝出 | 賽和 | 落敗 |

### 2024年
| 9月5日 斐濟三角賽 | 所罗门群岛 | 0–3 | 香港                                           | 蘇瓦，斐濟                           |
| 19:00 UTC+12      |            |     | - 祖連奴 22' - 安永佳 45+1'（） - 黃威 47'（） | 場館： HFC銀行體育場 ： Torika Delai |

| 9月8日 斐濟三角賽 | 斐济         | 1–1 | 香港         | 劳托卡，斐濟                              |
| 15:00 UTC+12      | - 拿迪加 18' |     | - 安永佳 77' | 場館： 邱吉爾公園球場 ： David Yareboinen |

| 10月10日 國際友誼賽 | 列支敦斯登            | 1–0           | 香港 | 華杜茲，列支敦士登                                          |
| 19:30 UTC+2         | - 尼古拉斯·哈斯勒 16' | Report (UEFA) |      | 場館： 萊茵公園球場 入場人數： 1,332 ： Désirée Grundbacher |

| 10月15日 國際友誼賽 | 香港                                     | 3–0           | 柬埔寨 | 掃桿埔，香港                                 |
| 20:00 UTC+8         | - 安永佳 29' - 艾華頓 35' - 祖連奴 90+2' | Report (HKFA) |        | 場館： 香港大球場 入場人數： 5,289 ： 黄玉河 |

| 11月14日 國際友誼賽 | 香港                             | 3–1           | 菲律賓         | 掃桿埔，香港                                 |
| 20:00 UTC+8         | - 安永佳 44', 90+6' - 艾華頓 83' | Report (HKFA) | - 基斯甸臣 48' | 場館： 香港大球場 入場人數： 4,966 ： 華利唐 |

| 11月19日 國際友誼賽 | 香港         | 1–0           | 模里西斯 | 旺角，香港                                 |
| 20:00 UTC+8         | - 艾華頓 11' | Report (HKFA) |          | 場館： 旺角大球場 入場人數： 4,937 ： 托方 |

| 12月8日 2025年東亞足球錦標賽外圍賽 | 香港                                   | 3–0                         | 蒙古国 | 旺角，香港                                   |
| 18:00 UTC+8                        | - 艾華頓 24' - 黃威 35' - 尼高拉斯 60' | Report (HKFA) Report (EAFF) |        | 場館： 旺角大球場 入場人數： 3,329 ： 祖柏安 |

| 12月14日 2025年東亞足球錦標賽外圍賽 | 香港                      | 2–1                         | 中華臺北     | 旺角，香港                                   |
| 20:00 UTC+8                         | - 安永佳 19' - 徐宏傑 87' | Report (HKFA) Report (EAFF) | - 游耀興 29' | 場館： 旺角大球場 入場人數： 5,637 ： 蔡尚協 |

| 12月17日 2025年東亞足球錦標賽外圍賽 | 香港                                                    | 5–0                         | 關島 | 掃桿埔，香港                                 |
| 20:00 UTC+8                         | - 陳肇鈞 2', 53' - 尼高拉斯 12' - 艾華頓 50' - 杜度 78' | Report (HKFA) Report (EAFF) |      | 場館： 香港大球場 入場人數： 8,236 ： 祖柏安 |

### 2025年
| 3月19日 國際友誼賽 | 香港                      | 2–0         | 澳門 | 旺角，香港                                   |
| 20:00 UTC+8        | - 鐘樂安 27' - 李小恆 40' | 報告 (HKFA) |      | 場館： 旺角大球場 入場人數： 5,464 ： 黄玉河 |

| 3月25日 2027亞洲盃外圍賽 | 新加坡 | 0–0                         | 香港 | 加冷，新加坡                                       |
| 20:30 UTC+8              |        | 報告 報告 (AFC) 報告 (HKFA) |      | 場館： 新加坡國家體育場 入場人數： 8,064 ： 蔡尚協 |

| 5月30日 凝皓教育挑戰盃 | 香港         | 1–3  | 曼聯                         | 掃桿埔，香港                                  |
| 20:00 UTC+8            | - 祖連奴 19' | 報告 | - 奧比 50', 82' - 海文 90+4' | 場館： 香港大球場 入場人數： 33,098 ： 何煒昇 |

| 6月5日 國際友誼賽 | 香港 | 0–0  | 尼泊尔 | 掃桿埔，香港                                   |
| 20:00 UTC+8       |      | 報告 |        | 場館： 香港大球場 入場人數： 6,092 ： 比捷斯利 |

| 6月10日 2027亞洲盃外圍賽 | 香港                 | 1–0  | 印度 | 啟德，香港                                            |
| 20:00 UTC+8              | - 史堤芬彭利拿 90+4' | 報告 |      | 場館： 啟德體育園主場館 入場人數： 42,570 ： 阿拿迪恩 |

| 7月8日 2025年東亞足球錦標賽 | 日本                                                     | 6–1    | 香港         | 龍仁，南韓                                                    |
| 19:24 UTC+9                 | - 謝明良 4', 10', 22', 26' - 稻垣祥 20' - 中村草太 90+4' | Report | - 安永佳 59' | 場館： Yongin Mireu Stadium 入場人數： 687 ： Thoriq Alkatiri |

| 7月11日 2025年東亞足球錦標賽 | 香港 | 0–2  |                           | 龍仁，南韓                                                     |
| 20:00 UTC+9                  |      | 報告 | - 姜尚潤 27' - 李昊宰 67' | 場館： Yongin Mireu Stadium 入場人數： 5,521 ： Ahmad A'Qashah |

| 7月15日 2025年東亞足球錦標賽 | 中國         | 1–0  | 香港 | 龍仁，南韓                                                  |
| 16:00 UTC+9                  | - 黃政宇 20' | 報告 |      | 場館： Yongin Mireu Stadium 入場人數： 1,423 ： Ngo Duy Lan |

| 9月4日 2025泰王盃 | 香港 | v | 伊拉克 | 北碧府，泰國                         |
| 16:00 UTC+7       |      |   |        | 場館： Kanchanaburi Province Stadium |

| 9月7日 2025泰王盃 | 香港 | v | 泰國/ 斐济 | 北碧府，泰國                         |
| 待定              |      |   |            | 場館： Kanchanaburi Province Stadium |

| 10月9日 2027亞洲盃外圍賽 |  | v | 香港 | 達卡，孟加拉 |
| 待定                     |  |   |      | 場館： TBA   |

| 10月14日 2027亞洲盃外圍賽 | 香港 | v |  | 啟德，香港              |
| 20:00 UTC+8               |      |   |  | 場館： 啟德體育園主場館 |

| 11月18日 2027亞洲盃外圍賽 | 香港 | v | 新加坡 | 香港 |
| 20:00 UTC+8               |      |   |        |      |

### 2026年
| 3月31日 2027亞洲盃外圍賽 | 印度 | v | 香港 | 印度 |

## 職員名單
| 職位         | 名稱            |
| ------------ | --------------- |
| 主教練       | 韋斯活          |
| 助教         | 賀蘭特          |
| 技術總監     | 莫寧            |
| 行政經理     | 陳正德          |
| 守門員教練   | 范俊業          |
| 專業體能教練 | 黃珽琨          |
| U23主教練    | 司徒文俊        |
| 醫生         | 尹希文醫生      |
| 物理治療師   | 盧浩鏘、 鄺凱恆 |

### 歷任教練
| 教練               | 國籍                     | 執教時期                    | 執教次數 (A級賽事) | 勝 | 和 | 負 | 勝率  | 榮譽                                               |
| ------------------ | ------------------------ | --------------------------- | ------------------ | -- | -- | -- | ----- | -------------------------------------------------- |
| 伊力堅             | 英格兰                   | 1948                        | 0                  | 0  | 0  | 0  | —     |                                                    |
| 史迺頓             | 苏格兰                   | 1954–1958年                 | 6                  | 1  | 4  | 1  | 16.7  | 1956年亞洲盃足球賽季軍                             |
| 黎兆榮             | 香港 · 中華民國          | 1958–1963年 1965–1967年     | 43                 | 16 | 6  | 21 | 37.2  | 1958年亞洲運動會八強                               |
| 費春華             | 香港 · 中華民國          | 1963–1964年                 | 5                  | 0  | 1  | 4  | 00.0  |                                                    |
| 朱永強             | 香港 · 中華民國          | 1967年                      | 2                  | 0  | 0  | 2  | 00.0  |                                                    |
| 鄧森               | 香港 · 中華民國          | 1968年                      | 5                  | 0  | 1  | 4  | 00.0  |                                                    |
| 劉添               | 香港 · 中華民國          | 1968年                      | 5                  | 0  | 3  | 2  | 00.0  |                                                    |
| 許竟成             | 香港 · 中華民國          | 1969–1970年                 | 3                  | 0  | 1  | 2  | 00.0  |                                                    |
| 陳輝洪             | 香港 · 中華民國          | 1970–1972年                 | 23                 | 7  | 3  | 13 | 30.4  |                                                    |
| 周湛樞             | 香港                     | 1973年                      |                    |    |    |    |       |                                                    |
| 何應芬             | 香港 · 中華民國          | 1973–1975年                 | 23                 | 9  | 6  | 8  | 39.1  |                                                    |
| 包勤               | 荷蘭                     | 1976–1977年                 | 21                 | 7  | 2  | 12 | 33.3  |                                                    |
| 陳融章             | 马来西亚                 | 1978–1979年                 | 7                  | 4  | 1  | 2  | 57.1  |                                                    |
| 麥柏蘭             | 北爱尔兰                 | 1980年                      | 4                  | 1  | 0  | 3  | 25.0  |                                                    |
| 盧保               | 荷蘭                     | 1980–1981年                 | 7                  | 2  | 2  | 3  | 28.6  |                                                    |
| 郭家明             | 香港                     | 1982–1990年                 | 43                 | 15 | 11 | 17 | 34.9  |                                                    |
| 黃文偉             | 香港 · 中華民國          | 1991–1993年                 | 3                  | 0  | 3  | 0  | 00.0  |                                                    |
| 陳鴻平             | 香港 · 中華民國          | 1993年                      | 10                 | 2  | 2  | 6  | 20.0  |                                                    |
| 古廉權             | 马来西亚                 | 1994–1995年                 | 8                  | 2  | 1  | 5  | 25.0  |                                                    |
| 曾偉忠             | 香港                     | 1996–1997年                 | 3                  | 2  | 0  | 1  | 66.7  |                                                    |
| 郭家明             | 香港                     | 1997年                      | 4                  | 1  | 0  | 3  | 25.0  |                                                    |
| 彭利萊             | 巴西                     | 1998年5月– 1999年6月        | 3                  | 0  | 1  | 2  | 00.0  |                                                    |
| 陳鴻平 伊恩·拜亞迪 | 中華民國 · 香港 · 英格兰 | 1999年6月– 1999年11月       | 5                  | 3  | 1  | 1  | 60.0  |                                                    |
| 陳鴻平 陳國雄      | 中華民國 · 香港          | 1999年12月 - 2000年1月      | 0                  | 0  | 0  | 0  | —     |                                                    |
| 米路               | 巴西                     | 2000年1月 - 2000年2月       | 1                  | 0  | 1  | 0  | 00.0  |                                                    |
| 陳鴻平 陳國雄      | 中華民國 · 香港          | 2000年3月 - 2000年5月       | 2                  | 1  | 1  | 0  | 50.0  |                                                    |
| 利沙雲             | 荷蘭                     | 2000年8月– 2001年9月        | 13                 | 3  | 3  | 7  | 23.1  |                                                    |
| 黎新祥 曾偉忠      | 香港                     | 2002年11月– 2007年5月       | 41                 | 14 | 8  | 19 | 34.1  |                                                    |
| 李健和             | 香港                     | 2007年5月– 2007年6月        | 5                  | 2  | 1  | 2  | 40.0  |                                                    |
| 黎新祥             | 香港                     | 2007年8月– 2008年11月       | 4                  | 2  | 1  | 1  | 50.0  |                                                    |
| 高能 狄恩          | · 塞爾維亞               | 2008年10月– 2009年8月       | 4                  | 2  | 0  | 2  | 50.0  |                                                    |
| 金判坤             |                          | 2009年10月– 2010年3月       | 10                 | 2  | 2  | 6  | 20.0  | 2009年東亞運動會足球冠軍                           |
| 曾偉忠             | 香港                     | 2010年5月– 2011年3月        | 6                  | 4  | 1  | 1  | 66.7  |                                                    |
| 廖俊輝             | 香港                     | 2011年6月– 2012年1月 (署理) | 6                  | 2  | 2  | 2  | 33.3  |                                                    |
| 摩力克             | 苏格兰                   | 2012年1月– 2012年10月       | 5                  | 2  | 0  | 3  | 40.0  |                                                    |
| 金判坤             |                          | 2012年11月– 2017年12月      | 50                 | 19 | 12 | 19 | 38.0  |                                                    |
| 廖俊輝             | 香港                     | 2018年2月– 2018年3月 (署理) | 1                  | 0  | 0  | 1  | 00.0  |                                                    |
| 加利韋特           | 英格兰                   | 2018年9月– 2018年12月       | 5                  | 2  | 2  | 1  | 40.0  | 晉級至2019年東亞盃決賽週                           |
| 麥柏倫             | 芬兰                     | 2019年4月– 2021年6月        | 12                 | 1  | 2  | 9  | 08.3  |                                                    |
| 安達臣             | 挪威                     | 2021年12月– 2024年5月       | 25                 | 6  | 4  | 15 | 24.00 | 晉級至2023年亞洲盃決賽週 2022年亞運會足球第四名    |
| 盧斯爾             | 奥地利                   | 2024年5月– 2024年9月 (署理) | 4                  | 1  | 2  | 1  | 25.00 | 斐濟三角賽冠軍                                     |
| 韋斯活             | 英格兰                   | 2024年8月–                  | 14                 | 8  | 2  | 4  | 57.14 | 晉級至2025年東亞盃決賽週 國際賽7連勝(連續10場不敗) |

## 球員名單
香港隊出戰2025年7月的2025年東亞足球錦標賽，對 日本， 及 中國的26人的決選名單如下 ：
| 號碼   | 位置   | 球員名字                        | 出生日期       | 出場次數 | 入球   | 效力球隊     |
| 守門員 | 守門員 | 守門員                          | 守門員         | 守門員   | 守門員 | 守門員       |
| ------ | ------ | ------------------------------- | -------------- | -------- | ------ | ------------ |
| 1      |        | 葉鴻輝（Yapp Hung Fai）（隊長） | 1990年3月21日  | 109      | 0      | 東方         |
| 18     |        | 謝家榮（Tse Ka Wing）           | 1999年9月4日   | 7        | 0      | 大埔         |
| 19     |        | 奧力斯（Oleksii Shliakotin）    | 1989年9月2日   | 0        | 0      | 自由球員     |
| 後衛   |        |                                 |                |          |        |              |
| 2      | 后卫   | 賓紀文（Clément Benhaddouche）  | 1996年5月11日  | 1        | 0      | 深圳青年人   |
| 3      | 后卫   | 周緣德（Oliver Gerbig）         | 1998年12月12日 | 24       | 0      | 河南酒祖杜康 |
| 4      | 后卫   | 鐘樂安（Leon Jones）            | 1998年2月28日  | 15       | 1      | 自由球員     |
| 5      | 后卫   | 杜度（Dudu）                    | 1990年4月17日  | 2        | 1      | 理文         |
| 17     | 后卫   | 陳晉一（Chan Shinchi）          | 2002年9月5日   | 28       | 1      | 上海申花     |
| 21     | 后卫   | 茹子楠（Yue Tsz Nam）           | 1998年5月12日  | 35       | 0      | 梅州客家     |
| 22     | 后卫   | 尼高拉斯（Nicholas Benavides）  | 2001年11月5日  | 6        | 2      | 大埔         |
| 23     | 后卫   | 孫銘謙（Sun Ming Him）          | 2000年6月19日  | 39       | 2      | 天津津門虎   |
| 26     | 后卫   | 李家豪（Lee Ka Ho）             | 1993年4月26日  | 0        | 0      | 大埔         |
|        | 后卫   | 徐宏傑（Tsui Wang Kit）         | 1999年2月11日  | 28       | 1      | 雲南玉昆     |
| 中場   |        |                                 |                |          |        |              |
| 6      | 中場   | 陳俊樂（Tan Chun Lok）          | 1996年1月15日  | 55       | 3      | 傑志         |
| 8      | 中場   | 顏卓彬（Ngan Cheuk Pan）        | 1998年1月22日  | 16       | 0      | 大埔         |
| 10     | 中場   | 黃威（Wong Wai）                | 1992年11月17日 | 58       | 6      | 理文         |
| 12     | 中場   | 費蘭度（Fernando）              | 1986年11月14日 | 22       | 1      | 大埔         |
| 16     | 中場   | 陳肇鈞（Chan Siu Kwan Philip）  | 1992年8月1日   | 32       | 6      | 大埔         |
| 25     | 中場   | 趙聡悟（Sohgo Ichikawa）        | 2004年7月30日  | 2        | 0      | 冠忠南區     |
| 前鋒   |        |                                 |                |          |        |              |
| 7      | 前鋒   | 祖連奴（Juninho）               | 1990年12月11日 | 20       | 2      | 傑志         |
| 9      | 前鋒   | 安永佳（Matt Orr）              | 1997年1月1日   | 40       | 10     | 深圳新鵬城   |
| 11     | 前鋒   | 劉家喬（Lau Ka Kiu）            | 2002年2月10日  | 4        | 0      | 理文         |
| 13     | 前鋒   | 史堤芬彭利拿（Stefan Pereira）  | 1988年4月16日  | 18       | 1      | 冠忠南區     |
| 14     | 前鋒   | 李小恆（Raphaël Merkies）       | 2002年4月15日  | 3        | 1      | 山東泰山     |
| 15     | 前鋒   | 艾華（Mahama Awal）             | 1991年6月10日  | 14       | 0      | 冠忠南區     |
| 20     | 前鋒   | 米高（Michael Udebuluzor）      | 2004年4月1日   | 19       | 2      | 自由球員     |
| 24     | 前鋒   | 吳宇曦（Ng Yu Hei）             | 2006年2月13日  | 6        | 0      | 重慶銅梁龍   |

### 近期球員名單
曾於最近一年內的賽事被徵召的球員。
| 位置   | 球員名字                           | 出生日期       | 出場次數 | 入球   | 效力球隊     | 上次徵召                                                |        |
| 守門員 | 守門員                             | 守門員         | 守門員   | 守門員 | 守門員       | 守門員                                                  | 守門員 |
| ------ | ---------------------------------- | -------------- | -------- | ------ | ------------ | ------------------------------------------------------- | ------ |
|        | 伍瑋謙（Ng Wai Him）               | 2002年6月30日  | 1        | 0      | 冠忠南區     | 2025年3月25日 決選 · 對 新加坡                          |        |
|        | 陳嘉豪（Chan Ka Ho）               | 1996年1月27日  | 2        | 0      | 理文         | 2024年11月12日 決選（補選） · 對 菲律賓 模里西斯        |        |
| 後衛   |                                    |                |          |        |              |                                                         |        |
| 后卫   | 勞烈斯（Vas Nunez）                | 1995年11月22日 | 13       | 0      | 延邊龍鼎     | 2025年6月5日 決選 · 對 尼泊尔                           |        |
| 后卫   | 亞歷斯祖（Alexander Jojo）         | 1999年2月11日  | 5        | 0      | 上海海港     | 2025年3月25日 決選 · 對 新加坡                          |        |
| 后卫   | 余煒廉（Yu Wai Lim）               | 1998年9月20日  | 9        | 0      | 理文         | 2024年10月4日 決選（補選、退隊） · 對 列支敦斯登 柬埔寨 |        |
| 后卫   | 周子謙（Timothy Chow）             | 2006年3月11日  | 1        | 0      | 阿美士德學院 | 2024年10月2日 決選 · 對 列支敦斯登 柬埔寨               |        |
| 中場   |                                    |                |          |        |              |                                                         |        |
| 中場   | 余在言（Yu Jesse Joy Yin）         | 2001年10月8日  | 15       | 0      | 石家莊功夫   | 2025年7月的2025年東亞足球錦標賽 決選 · 對 日本 中國     |        |
| 中場   | 林衍廷（Lam Hin Ting）             | 1999年12月9日  | 5        | 0      | 東方         | 2024年11月7日 決選 · 對 菲律賓 模里西斯                 |        |
| 中場   | 顏樂楓（Ngan Lok Fung）            | 1993年1月26日  | 6        | 0      | 理文         | 2024年10月3日 決選（補選） · 對 列支敦斯登 柬埔寨       |        |
| 中場   | 胡晉銘（Wu Chun Ming）             | 1997年11月21日 | 26       | 0      | 理文         | 2024年9月8日 決選 · 對 所罗门群岛 斐济                  |        |
| 前鋒   |                                    |                |          |        |              |                                                         |        |
| 前鋒   | 洛迪古斯（Manuel Bleda Rodríguez） | 1990年7月31日  | 2        | 0      | 自由球員     | 2025年6月10日 決選 · 對 印度                            |        |
| 前鋒   | 黃皓雋（Wong Ho Chun Anson）       | 2002年4月2日   | 2        | 0      | 青島海牛     | 2025年6月10日 決選 · 對 印度                            |        |
| 前鋒   | 艾華頓（Everton Camargo）          | 1991年5月25日  | 17       | 9      | 理文         | 2025年3月25日 決選 · 對 新加坡                          |        |
| 前鋒   | 潘沛軒（Poon Pui Hin）             | 2000年10月3日  | 16       | 3      | 理文         | 2024年12月6日 決選（補選） · 對 蒙古国 中華臺北 關島    |        |
| 前鋒   | 馬斐（Matthew Slattery）           | 2005年4月5日   | 0        | 0      | 傑志         | 2024年11月7日 決選 · 對 菲律賓 模里西斯                 |        |
| 前鋒   | 馬希偉（Ma Hei Wai）               | 2004年2月3日   | 3        | 1      | 陝西聯合     | 2024年9月8日 決選 · 對 所罗门群岛 斐济                  |        |

## 球員紀錄
1. 更新日期：2025年7月15日
2. 以粗體表示的球員為現時仍未宣布退役之球員

### 上場最多紀錄
以下為代表超過50場賽事之球員列表︰
| 排名 | 球員   | 上場次數 | 進球 | 位置   | 期間           |
| ---- | ------ | -------- | ---- | ------ | -------------- |
| 1    | 葉鴻輝 | 109      | 0    | 守門員 | 2010年－       |
| 2    | 黃洋   | 71       | 1    | 中場   | 2012年－2023年 |
| 3    | 李志豪 | 70       | 0    | 後衛   | 2000年－2017年 |
| 4    | 李偉文 | 68       | 2    | 後衛   | 1993年－2006年 |
| 5    | 陳肇麒 | 67       | 37   | 前鋒   | 2004年－2017年 |
| 6    | 陳偉豪 | 65       | 6    | 後衞   | 2000年－2017年 |
| 7    | 潘耀焯 | 62       | 4    | 後衛   | 1998年－2010年 |
| 8    | 黃威   | 58       | 6    | 中場   | 2013年-        |
| 9    | 曾廷輝 | 57       | 0    | 後衛   | 1972年－1980年 |
| 10   | 蔣世豪 | 56       | 8    | 中場   | 1995年－2007年 |
| 11   | 陳俊樂 | 55       | 3    | 中場   | 2015年－       |
| 12   | 梁振邦 | 54       | 1    | 中場   | 2006年－2018年 |
| 13   | 胡國雄 | 53       | 9    | 中場   | 1970年－1986年 |
| 13   | 盧均宜 | 53       | 9    | 中場   | 2004年－2017年 |
| 15   | 麥基   | 52       | 12   | 前鋒   | 2012年－2019年 |
| 16   | 林嘉緯 | 51       | 9    | 中場   | 2005年－2018年 |
| 17   | 歐偉倫 | 50       | 26   | 前鋒   | 1989年－2005年 |
| 17   | 陳發枝 | 50       | 7    | 中場   | 1977年－1988年 |

### 進球最多紀錄

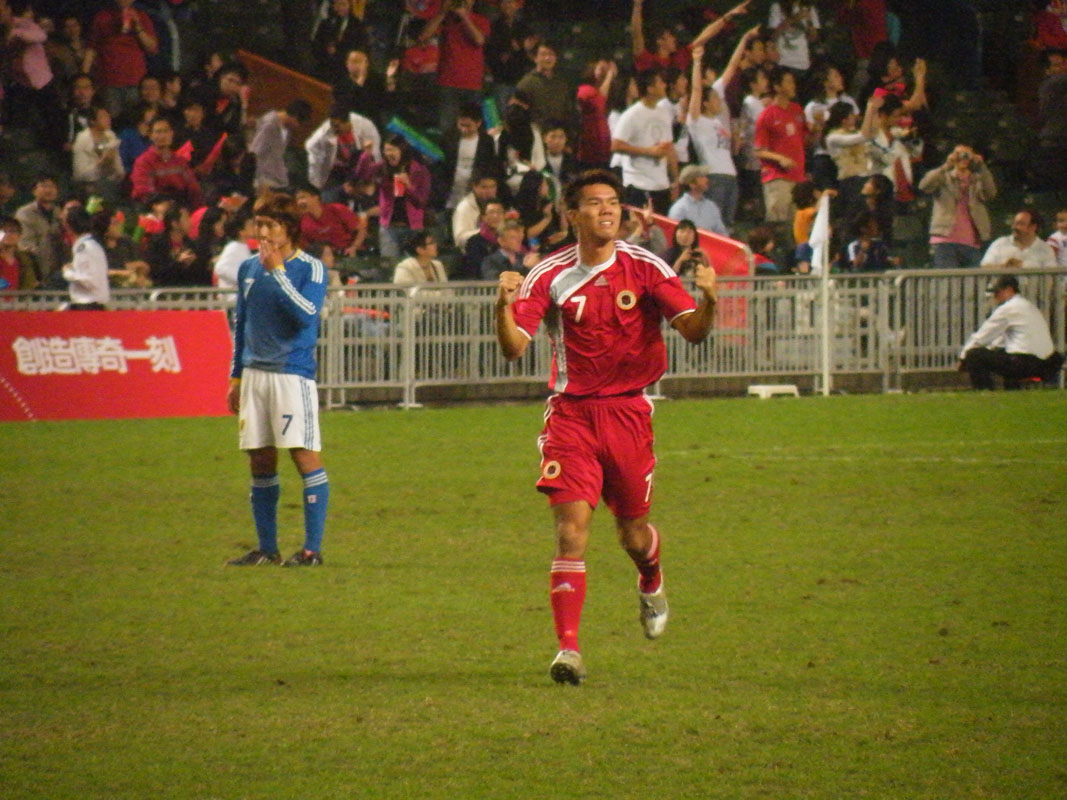
入球紀錄保持者陳肇麒。

以下為為港隊射入10球或以上之球員列表︰
| 排名 | 球員   | 上場次數 | 進球 | 期間           |
| ---- | ------ | -------- | ---- | -------------- |
| 1    | 陳肇麒 | 67       | 37   | 2004年－2017年 |
| 2    | 歐偉倫 | 50       | 26   | 1989年－2005年 |
| 3    | 劉榮業 | 39       | 24   | 1973年－1985年 |
| 4    | 尹志強 | 32       | 18   | 1976年－1986年 |
| 5    | 鍾楚維 | 45       | 16   | 1971年－1979年 |
| 6    | 何祥友 | 34       | 14   | 1956年－1968年 |
| 6    | 巴貝利 | 34       | 14   | 1986年－1999年 |
| 8    | 李國強 | 34       | 13   | 1964年－1972年 |
| 9    | 余國傑 | 13       | 12   | 1973年－1977年 |
| 9    | 郭家明 | 47       | 12   | 1968年－1979年 |
| 9    | 麥基   | 53       | 12   | 2012年－2019年 |
| 12   | 李健和 | 48       | 11   | 1987年－2003年 |
| 13   | 劉志霖 | 23       | 10   | 1956年－1964年 |
| 13   | 艾力士 | 29       | 10   | 2015年－2019年 |
| 13   | 安永佳 | 38       | 10   | 2021年－       |

## 代表隊比賽紀錄

### 所獲榮譽
- 亞洲盃
  - 季軍（1次）：1956年

### 世界盃
| 年度   | 參賽成績       | 外圍賽戰績 | 外圍賽戰績 | 外圍賽戰績 | 外圍賽戰績 | 外圍賽戰績 | 外圍賽戰績 |          | 決賽周戰績 | 決賽周戰績 | 決賽周戰績 | 決賽周戰績 | 決賽周戰績 | 決賽周戰績 |
| 年度   | 參賽成績       | 場數       | 勝         | 和         | 負         | 得球       | 失球       | 場數     | 勝         | 和         | 負         | 得球       | 失球       |            |
| ------ | -------------- | ---------- | ---------- | ---------- | ---------- | ---------- | ---------- | -------- | ---------- | ---------- | ---------- | ---------- | ---------- | ---------- |
| 1930年 | 沒有參賽       | 沒有參賽   | 沒有參賽   | 沒有參賽   | 沒有參賽   | 沒有參賽   | 沒有參賽   | 沒有參賽 | 沒有參賽   | 沒有參賽   | 沒有參賽   | 沒有參賽   | 沒有參賽   | 沒有參賽   |
| 1934年 | 沒有參賽       | 沒有參賽   | 沒有參賽   | 沒有參賽   | 沒有參賽   | 沒有參賽   | 沒有參賽   | 沒有參賽 | 沒有參賽   | 沒有參賽   | 沒有參賽   | 沒有參賽   | 沒有參賽   | 沒有參賽   |
| 1938年 | 沒有參賽       | 沒有參賽   | 沒有參賽   | 沒有參賽   | 沒有參賽   | 沒有參賽   | 沒有參賽   | 沒有參賽 | 沒有參賽   | 沒有參賽   | 沒有參賽   | 沒有參賽   | 沒有參賽   | 沒有參賽   |
| 1950年 | 沒有參賽       | 沒有參賽   | 沒有參賽   | 沒有參賽   | 沒有參賽   | 沒有參賽   | 沒有參賽   | 沒有參賽 | 沒有參賽   | 沒有參賽   | 沒有參賽   | 沒有參賽   | 沒有參賽   | 沒有參賽   |
| 1954年 | 沒有參賽       | 沒有參賽   | 沒有參賽   | 沒有參賽   | 沒有參賽   | 沒有參賽   | 沒有參賽   | 沒有參賽 | 沒有參賽   | 沒有參賽   | 沒有參賽   | 沒有參賽   | 沒有參賽   | 沒有參賽   |
| 1958年 | 沒有參賽       | 沒有參賽   | 沒有參賽   | 沒有參賽   | 沒有參賽   | 沒有參賽   | 沒有參賽   | 沒有參賽 | 沒有參賽   | 沒有參賽   | 沒有參賽   | 沒有參賽   | 沒有參賽   | 沒有參賽   |
| 1962年 | 沒有參賽       | 沒有參賽   | 沒有參賽   | 沒有參賽   | 沒有參賽   | 沒有參賽   | 沒有參賽   | 沒有參賽 | 沒有參賽   | 沒有參賽   | 沒有參賽   | 沒有參賽   | 沒有參賽   | 沒有參賽   |
| 1966年 | 沒有參賽       | 沒有參賽   | 沒有參賽   | 沒有參賽   | 沒有參賽   | 沒有參賽   | 沒有參賽   | 沒有參賽 | 沒有參賽   | 沒有參賽   | 沒有參賽   | 沒有參賽   | 沒有參賽   | 沒有參賽   |
| 1970年 | 沒有參賽       | 沒有參賽   | 沒有參賽   | 沒有參賽   | 沒有參賽   | 沒有參賽   | 沒有參賽   | 沒有參賽 | 沒有參賽   | 沒有參賽   | 沒有參賽   | 沒有參賽   | 沒有參賽   | 沒有參賽   |
| 1974年 | 外圍賽次圈出局 | 4          | 3          | 0          | 1          | 4          | 3          | -        | -          | -          | -          | -          | -          |            |
| 1978年 | 外圍賽次圈出局 | 12         | 2          | 2          | 8          | 14         | 31         | -        | -          | -          | -          | -          | -          |            |
| 1982年 | 外圍賽首圈出局 | 4          | 0          | 3          | 1          | 3          | 4          | -        | -          | -          | -          | -          | -          |            |
| 1986年 | 外圍賽次圈出局 | 8          | 5          | 1          | 2          | 20         | 7          | -        | -          | -          | -          | -          | -          |            |
| 1990年 | 外圍賽首圈出局 | 6          | 0          | 3          | 3          | 5          | 10         | -        | -          | -          | -          | -          | -          |            |
| 1994年 | 外圍賽首圈出局 | 8          | 2          | 1          | 5          | 9          | 19         | -        | -          | -          | -          | -          | -          |            |
| 1998年 | 外圍賽首圈出局 | 4          | 1          | 0          | 3          | 3          | 10         | -        | -          | -          | -          | -          | -          |            |
| 2002年 | 外圍賽首圈出局 | 6          | 1          | 1          | 4          | 3          | 10         | -        | -          | -          | -          | -          | -          |            |
| 2006年 | 外圍賽次圈出局 | 6          | 2          | 0          | 4          | 5          | 15         | -        | -          | -          | -          | -          | -          |            |
| 2010年 | 外圍賽次圈出局 | 4          | 2          | 1          | 1          | 11         | 6          | -        | -          | -          | -          | -          | -          |            |
| 2014年 | 外圍賽次圈出局 | 2          | 0          | 0          | 2          | 0          | 8          | -        | -          | -          | -          | -          | -          |            |
| 2018年 | 外圍賽次圈出局 | 8          | 4          | 2          | 2          | 13         | 5          | -        | -          | -          | -          | -          | -          |            |
| 2022年 | 外圍賽次圈出局 | 8          | 1          | 2          | 5          | 4          | 13         | -        | -          | -          | -          | -          | -          |            |
| 2026   | 外圍賽次圈出局 | 6          | 0          | 2          | 4          | 4          | 15         | -        | -          | -          | -          | -          | -          |            |
| 2030   | 待定           | 待定       | 待定       | 待定       | 待定       | 待定       | 待定       | 待定     | 待定       | 待定       | 待定       | 待定       | 待定       |            |
| 合計   | -              | 86         | 23         | 18         | 45         | 98         | 156        |          | -          | -          | -          | -          | -          | -          |

### 亞洲盃
| 年度   | 參賽成績       | 外圍賽戰績             | 外圍賽戰績             | 外圍賽戰績             | 外圍賽戰績             | 外圍賽戰績             | 外圍賽戰績             |      | 決賽周戰績 | 決賽周戰績 | 決賽周戰績 | 決賽周戰績 | 決賽周戰績 | 決賽周戰績 |
| 年度   | 參賽成績       | 場數                   | 勝                     | 和                     | 負                     | 得球                   | 失球                   | 場數 | 勝         | 和         | 負         | 得球       | 失球       |            |
| ------ | -------------- | ---------------------- | ---------------------- | ---------------------- | ---------------------- | ---------------------- | ---------------------- | ---- | ---------- | ---------- | ---------- | ---------- | ---------- | ---------- |
| 1956年 | 季軍           | 以主辦地區身份晉身決賽 | 以主辦地區身份晉身決賽 | 以主辦地區身份晉身決賽 | 以主辦地區身份晉身決賽 | 以主辦地區身份晉身決賽 | 以主辦地區身份晉身決賽 | 3    | 0          | 2          | 1          | 6          | 7          |            |
| 1960年 | 外圍賽出局     | 2                      | 1                      | 0                      | 1                      | 11                     | 7                      | -    | -          | -          | -          | -          | -          |            |
| 1964年 | 殿軍           | 3                      | 2                      | 1                      | 0                      | 11                     | 7                      | 3    | 0          | 0          | 3          | 1          | 5          |            |
| 1968年 | 第五名         | 4                      | 4                      | 0                      | 0                      | 9                      | 1                      | 4    | 0          | 1          | 3          | 2          | 11         |            |
| 1972年 | 外圍賽出局     | 2                      | 0                      | 0                      | 2                      | 2                      | 4                      | -    | -          | -          | -          | -          | -          |            |
| 1976年 | 外圍賽出局     | 5                      | 1                      | 2                      | 2                      | 6                      | 5                      | -    | -          | -          | -          | -          | -          |            |
| 1980年 | 外圍賽出局     | 6                      | 3                      | 1                      | 2                      | 10                     | 6                      | -    | -          | -          | -          | -          | -          |            |
| 1984年 | 外圍賽出局     | 4                      | 0                      | 2                      | 2                      | 1                      | 4                      | -    | -          | -          | -          | -          | -          |            |
| 1988年 | 外圍賽出局     | 4                      | 0                      | 1                      | 3                      | 0                      | 5                      | -    | -          | -          | -          | -          | -          |            |
| 1992年 | 外圍賽出局     | 3                      | 0                      | 3                      | 0                      | 2                      | 2                      | -    | -          | -          | -          | -          | -          |            |
| 1996年 | 外圍賽出局     | 3                      | 2                      | 0                      | 1                      | 12                     | 3                      | -    | -          | -          | -          | -          | -          |            |
| 2000年 | 外圍賽出局     | 4                      | 2                      | 1                      | 1                      | 7                      | 5                      | -    | -          | -          | -          | -          | -          |            |
| 2004年 | 外圍賽次圈出局 | 8                      | 2                      | 2                      | 4                      | 10                     | 14                     | -    | -          | -          | -          | -          | -          |            |
| 2007年 | 外圍賽次圈出局 | 6                      | 2                      | 2                      | 2                      | 5                      | 7                      | -    | -          | -          | -          | -          | -          |            |
| 2011年 | 外圍賽出局     | 6                      | 0                      | 1                      | 5                      | 1                      | 18                     | -    | -          | -          | -          | -          | -          |            |
| 2015年 | 外圍賽出局     | 6                      | 1                      | 1                      | 4                      | 2                      | 13                     | -    | -          | -          | -          | -          | -          |            |
| 2019年 | 外圍賽出局     | 14                     | 5                      | 4                      | 5                      | 17                     | 12                     | -    | -          | -          | -          | -          | -          |            |
| 2023年 | 小組賽         | 11                     | 3                      | 2                      | 6                      | 9                      | 18                     | 3    | 0          | 0          | 3          | 1          | 7          |            |
| 2027   | 待定           | 待定                   | 待定                   | 待定                   | 待定                   | 待定                   | 待定                   | 待定 | 待定       | 待定       | 待定       | 待定       | 待定       |            |
| 合計   | -              | 92                     | 28                     | 21                     | 41                     | 105                    | 127                    | 13   | 0          | 3          | 10         | 10         | 30         |            |

### 東亞盃
| 年度   | 參賽成績           | 外圍賽戰績                   | 外圍賽戰績                   | 外圍賽戰績                   | 外圍賽戰績                   | 外圍賽戰績                   | 外圍賽戰績                   |      | 決賽周戰績 | 決賽周戰績 | 決賽周戰績 | 決賽周戰績 | 決賽周戰績 | 決賽周戰績 |
| 年度   | 參賽成績           | 場數                         | 勝                           | 和                           | 負                           | 得球                         | 失球                         | 場數 | 勝         | 和         | 負         | 得球       | 失球       |            |
| ------ | ------------------ | ---------------------------- | ---------------------------- | ---------------------------- | ---------------------------- | ---------------------------- | ---------------------------- | ---- | ---------- | ---------- | ---------- | ---------- | ---------- | ---------- |
| 2003年 | 殿軍               | 4                            | 4                            | 0                            | 0                            | 26                           | 0                            | 3    | 0          | 0          | 3          | 2          | 7          |            |
| 2005年 | 外圍賽出局         | 4                            | 3                            | 0                            | 1                            | 26                           | 2                            | -    | -          | -          | -          | -          | -          |            |
| 2008年 | 外圍賽（決賽）出局 | 3                            | 1                            | 1                            | 1                            | 16                           | 3                            | -    | -          | -          | -          | -          | -          |            |
| 2010年 | 殿軍               | 3                            | 2                            | 1                            | 0                            | 16                           | 0                            | 3    | 0          | 0          | 3          | 0          | 10         |            |
| 2013年 | 外圍賽第二圈出局   | 3                            | 1                            | 1                            | 1                            | 16                           | 3                            | -    | -          | -          | -          | -          | -          |            |
| 2015年 | 外圍賽第二圈出局   | 3                            | 1                            | 1                            | 1                            | 2                            | 2                            | -    | -          | -          | -          | -          | -          |            |
| 2017年 | 外圍賽第二圈出局   | 3                            | 2                            | 0                            | 1                            | 7                            | 5                            | -    | -          | -          | -          | -          | -          |            |
| 2019年 | 殿軍               | 3                            | 2                            | 1                            | 0                            | 7                            | 2                            | 3    | 0          | 0          | 3          | 0          | 9          |            |
| 2022年 | 殿軍               | 因朝鮮棄賽而獲得決賽周參賽權 | 因朝鮮棄賽而獲得決賽周參賽權 | 因朝鮮棄賽而獲得決賽周參賽權 | 因朝鮮棄賽而獲得決賽周參賽權 | 因朝鮮棄賽而獲得決賽周參賽權 | 因朝鮮棄賽而獲得決賽周參賽權 | 3    | 0          | 0          | 3          | 0          | 10         |            |
| 2025年 | 殿軍               | 3                            | 3                            | 0                            | 0                            | 10                           | 1                            | 3    | 0          | 0          | 3          | 1          | 9          |            |
| 合計   | -                  | 29                           | 19                           | 5                            | 5                            | 126                          | 18                           | 12   | 0          | 0          | 12         | 2          | 36         |            |

## 歸化球員
括號內數字為首次代表港隊年份 即使球員在香港出生，亦必須放棄其他國家護照才可代表中國香港隊
| - 宋連勇（1996） - 馮繼志（2001） - 蕭國基（2001） - 高文（2006） - 劉全昆（2006） - 張春暉（2007） - 巢鵬飛（2008） - 李海強（2008） - 徐德帥（2008） | - 鄧景煌（2009） - 白鶴（2009） - 葉佳（2010） - 鞠盈智（2010） - 魏釗（2011） - 劉松偉（2012） - 王振鵬（2012） - 黃洋（2012） |

| - T·屈臣（1958） - 賴特（1960） - 伊雲士（1963） - 窩利士（1963） - 麥拉倫（1965） - 居里（1979） - 安德遜（1980） - 麥哥利（1980） - 昆查（1995） - 譚拔士（1996） - 威廉臣（1999） - 摩亞（1999） - 基保（2000） - 羅倫士（2003） - 卓卓（2006） - 高尼路（2006） - 史提夫（2007） - 高梵（2012） - 麥基（2012） - 積施利（2012） - 科夫（2013） - 聶凌峰（2013） - 安基斯（2014） - 法圖斯（2015） - 基藍馬（2015） - 辛祖（2015） - 艾力士（2015） - 保連奴（2015) - 艾里奧（2015） - 伊達（2015） | - 基奧（2015） - 羅拔圖（2016） - 羅素（2016） - 列斯奧（2017） - 丹尼（2017） - 佐迪（2017） - 中村祐人（2018） - 基奧雲尼（2018） - 安永佳（2021） - 迪高（2021） - 基頓（2021） - 費蘭度（2021） - 簡嘉亨（2022） - 勞烈斯（2022） - 謝家強（2022） - 杜馬思（2022） - 保羅（2022） - 艾華（2023） - 艾華頓（2023） - 米高（2023） - 周緣德（2023） - 彭利拿（2024） - 祖連奴（2024) - 鐘樂安（2024) - 亞歷斯祖（2024) - 尼高拉斯（2024） - 杜度 (2024) - 李小恒 (2025) - 洛迪古斯 (2025) - 賓紀文 (2025) |

## 榮譽
- Golden BROWN Awards 2023
- 2009年東亞運動會金牌
- 斐濟三角賽冠軍
- 香港傑出運動員選舉

「香港最佳運動隊伍」4次（2009年、2015年、2023年、2024年）

## 外部連結
- 香港足球總會 （页面存档备份，存于）
- RSSSF檔案室 （页面存档备份，存于）
- 比賽結果 （页面存档备份，存于）
- GoalGoalGoal球迷大聯盟
- Hong Kong Football （页面存档备份，存于）